# 서울 지장사 목조여래좌상 및 복장유물
지장사 목조여래좌상 및 복장유물(地藏寺 木造如來坐像 및 腹藏遺物)은 서울특별시 동작구 지장사에 있는 목조여래좌상 및 복장유물이다. 2018년 8월 9일 서울특별시의 유형문화재 제426호로 지정되었다.

## 개요
호국지장사 대웅전에 모셔진 목조여래좌상은 전체적으로 조선시대의 전형적인 불상 양식을 따르고 있다. 불상의 내부에 봉안되어 있던 조성발원문 등의 복장물 대부분이 산일되어 현재 불상과 후령통, 저고리 등이 남아있으나, 조성발원문은 전하지 않는다.
목조여래좌상은 얼굴의 이목구비에서 풍기는 인상이나, 오른쪽 어깨와 하반신에 걸친 대의자락에 자연스러운 볼륨감이 표현된 점에서 임진왜란을 전후한 시기에 제작되었을 가능성이 높다. 불복장 유물인 후령통은 제작기법과 형태면에서 1639년에 제작한 수덕사 목조석가여래삼불좌상의 은제 후령통과 형태, 제작수법이 동일하여, 제작 시기를 1639년 전후로 추정이 가능하다. 따라서 후령통과 불상의 제작 시기가 유사하다.
비록 조성발원문은 없으나 불상의 뛰어난 양식과 은제 후령통의 제작방식 등에서 조선시대 복장유물의 좋은 자료로 그 가치가 인정되므로, 불상과 후령통을 함께 시 유형문화재로 지정하여 보존할 가치가 충분하다.

## 조사보고서
호국지장사 대웅전에는 17세기 전반에 제작된 것으로 추청되는 목조아미타여래좌상이 봉안되어 있다. 2006년 개금 시 복장유물이 발견되었는데, 국가 민속자료적 가치가 있는 저고리(1600년대 중반이전)와 은제후령통 일괄, 황지주사(黃紙朱寫)한 『일체여래심비밀전신사리보협인다라니경(一切如來心秘密全身舍利寶篋印陀羅尼經)』의 다라니 등이 발견되었다. 조성발원문(造成發願文)이 있었을 것이나 개금 때도 이미 없었는지 또는 복장에 다시 내장시켰는지 당시의 정황을 알 수가 없어 불상 및 후령통의 제작년대는 다른 불상 및 복장유물의 양식으로 추정해 볼 수 밖에 없다.
호국지장사에 봉안되었던 불상은 20세기 전반에 작성된 국립중앙박물관 소장본 재산대장, 조선총독부 재산대장(1933년 2월 4일), 그리고 안진호 스님이 작성한 화장사지에 4점이 적혀 있다. 다만 두 재산대장의 불상과 현존하는 목조불상의 높이는 차이가 많이 나는 반면, 안진호 스님이 작성한 사지에 “釋迦如來, 木質金像, 高 2尺1寸”으로 적혀 있어 현재의 불상과 크기가 유사하다. 그런데 당시의 모든 문헌에는 석가불로 적어놓았지만, 국립묘지 현충원이 운영된 이후 1967년 화장사에서 총무원에 제출한 서류에는 “阿彌陀佛, 木製, 高 4尺, 1座”로 적혀 있다. 높이가 63㎝로, 조선시대 제작된 중형 불상이다. 불상은 얼굴을 앞으로 약간 숙여 부정한 자세를 취하고, 얼굴과 신체의 비례는 1:3.1이다. 이러한 신체 비례는 17세기 전반 이후에 제작된 불상과 달리 인체의 비례와 유사한 자연스러운 자세를 하고 있다. 머리는 뾰족한 나발(螺髮)과 경계가 불분명한 육계(肉髻)로 표현되고, 육계 밑에 반원형의 중간계주(中間髻珠)가 있지만, 1600년대 이후에 제작된 불상에서 주로 나타나는 원통형 정상계주(頂上髻珠)는 표현되지 않았다. 부처의 상호는 원만상이며 반쯤 뜬 눈은 눈꼬리가 위로 올라갔고, 코는 콧날이 곧게 뻗었으며, 입은 살짝 미소를 보이고 있다. 따로 제작된 손은 엄지와 중지를 둥글게 맞대고 있는 手印으로, 왼손을 어깨 높이까지 치켜들고, 오른손을 무릎 위에 자연스럽게 올리고 있다. 바깥에 걸친 대의는 오른쪽 어깨에서 대의자락이 팔뚝까지 사선을 그리면서 둥글게 처리되고, 나머지 대의자락이 팔꿈치와 복부를 지나 왼쪽 어깨로 넘어갔다. 반대쪽 대의는 왼쪽 어깨를 완전히 덮고 내려와 복부에서 오른쪽 어깨를 덮은 대의자락과 겹쳐져 있다. 특히, 하반신의 대의처리는 다섯 겹의 주름 가운데 가장 안쪽 주름과 두 번째 주름이 정면으로 펼쳐지고, 나머지 주름은 물결이 일렁이듯 자연스럽게 접혀져 있다. 이 불상은 조선후기에 제작되는 불상에서 볼 수 있는
소매자락이 밑으로 늘어져 있지 않고, 가슴을 덮은 승각기(僧脚崎)는 자연스럽게 대각선으로 접혀 있고, 그 밑으로 대의 안쪽으로 접혀 들어간 편삼자락이 사실적으로 표현되어 있다. 불상 뒷면의 처리는 목둘레에 대의(大衣) 끝단을 두르고, 왼쪽 어깨 앞에서 넘어온 대의자락이 허리 밑까지 짧게 늘어져 있다. 호국지장사 목조여래좌상은 얼굴의 이목구비에서 풍기는 인상이나 오른쪽 어깨와 하반신에 걸친 대의자락에 자연스러운 볼륨감이 표현된 점에서 임진왜란을 전후한 시기에 제작되었을 가능성이 있다.
후령통의 현황을 보면 조선후기 후령통 사례와 비교하건대 흔치 않게 은으로 제작되었으며, 원통형 몸체와 덮개, 내장된 팔엽연화, 외면에 붙었던 사방경으로 구성된 것이다. 불복장 봉안의식은 『조상경(造像經)』에 의해 진행되는데, 금강산 유점사에서 1824년에 간행한 『조상경』의 불복(佛腹)에 내장하는 물목에 따라 본 조사대상 불상과 복장유물도 구성되었을 것으로 추정된다. 그러나 저고리와 후령통을 제외한 나머지 복장물은 모두 산일된 상태이다. 후령통 표면에는 처음 봉안될 때에 쓴 것으로 추정되는 사방주(四方呪)와 후대에 다시 쓴 오종자(五輪種子)가 이중으로 쓰여 있다. 오륜종자는 4방 종자만 썼는데, 사방경이 붙어있던 흔적도 남아 있다. 중앙을 상징하는 '캄'자는 바닥에 쓰여 있다. 덮개는 [󰠑󰠚󰠘󰠚󰠓] 꼴의 후혈(喉穴)이 있는 형태인데, 후혈은 9줄의 음각선을 그린 판재를 말아서 덮개 중앙에 끼워 안에서 방사선 모양으로
접어 고정시켰다. 이 후혈로 후령통 내 오보병을 감았던 오색선이 나와 후령통과 사방경을 감게 된다. 표면에는 진심종자(眞心種子: 훔 드라 흐리 아 밤)를 쓴 것으로 추정되고 있다. 사방경은 동방 사각경, 서방 원경, 남방 삼각경, 북방 반월경으로 후령통 표면에 오색선으로 감았다. 몸통과 붙었던 부분은 흑화되지 않아 은색 그대로이며, 오색선이 감겨졌던 면에는 실 흔적이 남아있다.
직경 3.9cm인 팔엽연화는 후령통 내 오방병(또는 五寶甁) 위에 올렸던 팔엽주(八葉珠)로 2개의 은판으로 제작한 것이다. 『조상경』에 보이는 ‘팔엽대홍련지도’는 대홍련이 아니라 팔엽개(八葉蓋)라 했는데, 이 도안대로 판재를 오린 다음 끝을 접은 후 뒷면이 천원(天圓)으로서 후령통을 덮는다고 했다. 때문에 후령통 외면에 올려진 예도 있고, 호국지장사 경우처럼 후령통 안에 덮여진 예의 2종류가 있다. 오색선으로 감은 후령통은 황초폭자로 사서 불복장에 봉안하게 된다. 후령통의 제작기법을 보면 몸체와 뚜껑을 얇은 은판재로 말아서 잘 접합되도록 상하 [ㄷ]자형으로 돌출되게 한 다음 땜한 것인데, 이런 방식은 이성계 발원 은제사리기(1391)의 원통에서도 볼 수 있듯이 원통을 만드는 전통기법이다. 밑판은 원형 은판을 오려서 통 밖에서 은땜하여 붙인 것이다.
호국지장사 후령통은 전형적인 조선시대 후령통 및 봉안방식을 따르고 있다. 고려 13세기 후반에 제작된 광주 자운사 목조아미타불좌상 복장물을 보면 목제후령통과 청동방울(喉鈴), 팔엽연화가 다른 모양인데 팔엽연화는 마치 스님의 가사장식과 같은 형태이다. 조선후기에 다시 봉안(1611년 추정)된 4개의 사방 후령통 및 팔엽연화는 전형적인 조선시대 후령통 모양이며, 이런 후령통은 이미 온양민속박물관 소장 고려 아미타불좌상의 후령통에서도 출현 한 바 있다.
조선 15세기의 상원사 목조문수동자상이나 수덕사 근역박물관 소장 후령통은 호국지장사 후령통과 달리 팔엽연화가 외면에 있는 경우이다. 조선후기 17~18세기의 후령통들인 송광사 사천왕상 후령통이나 영원사 목조여래좌상 후령통, 수덕사 목조여래삼불좌상 후령통, 상정(尙淨) 작인 부천 석왕사 목조관음보살좌상과 회암사 목조아미타여래좌상의 후령통, 개인소장 후령통 등을 보면 호국지장사 후령통 발견 당시의 원래 모습을 가늠해 볼 수 있다. 그중 1639년에 수연(守衍)이 제작한 수덕사 목조석가여래삼불좌상의 은제후령통 및 은제팔엽연화는 호국지장사 후령통과 형태, 제작수법이 똑같아서 주목된다. 전북 남원에서 조성된 수덕사 불상의 팔엽연화 역시 은판 2장으로 만든 것인데, 팔화형판의 끝을 오므려서 약간 볼록한 원형판을 고정시킨 모양이다. 따라서 호국지장사 후령통은 1639년을 전후한 때에 제작된 것으로 추정된다. 호국지장사 후령통은 형태나 은제라는 점, 제작방식 등에서 조선시대 복장유물의 좋은 예로 자료적 가
치가 있으나 조성발원문이나 후령통 내부의 오보병, 오색선이 없고, 후령통을 감사는 황초폭자도 남아 있지 않아 원래의 모습을 완전히 갖추지 못했다.
호국지장사 목조여래좌상은 사찰의 창건과 불상의 양식이 상호 관계에 있을 것으로도 보이는데 불상 양식에서 임진왜란 이후에 활동한 조각승 현진, 수연, 원오 등이 만든 기년명 불상보다 옷주름이 자연스럽게 접힌 점이나 이목구비의 표현에서 16세기 말에서 17세기 초에 제작되었을 가능성이 엿보인다. 후령통 또한 소재와 제작 기법을 통해 그 제작년대를 17세기 초반으로 추정해 볼 수 있어 불상의 제작연대와 일맥상통한다. 불상과 복장유물 모두 전형적인 조선시대 양식을 보이며 복장유물과 불상의 훌륭한 자료적 가치를 보이므로 비록 조성발원문을 비롯한 온전한 일습은 아니지만 일괄로 함께 시 유형문화재로서 지정하여 보존할 가치가 충분하다고 판단된다.

## 갤러리

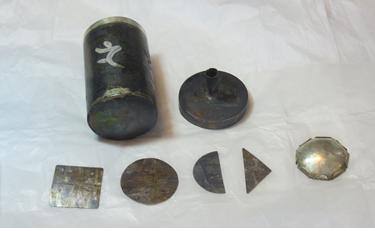

## 참고 문헌
- 지장사 목조여래좌상 및 복장유물 - 국가유산청 국가유산포털